# Sulęcin (district)
Sulęcin (powiat sulęciński) is een Pools district (powiat) in de Woiwodschap Lubusz. Het district heeft een oppervlakte van 1177,43 km² en telt 35.761 inwoners (2014).

## Steden
- Lubniewice (Königswalde)
- Sulęcin (Zielenzig)
- Torzym (Sternberg)

Stadsdistricten:
Gorzów Wlkp. · Zielona Góra 

Districten:
Gorzów · Krosno · Międzyrzecz · Nowa Sól · Słubice · Strzelce-Drezdenko · Sulęcin · Świebodzin · Wschowa · Zielona Góra · Żagań · Żary